# Jaelyn Liu
Pour les articles homonymes, voir Liu.
Jaelyn Liu (née le 12 mars 2009 à Plano) est une escrimeuse américaine pratiquant le fleuret. Elle a remporté des médailles d'or aux championnats du monde et aux championnats du monde juniors et cadets en 2025.
Jaelyn Liu grandit au Texas, dans la banlieue de Dallas, et débute l'escrime à l'âge de 4 ans au Fencing Institute of Texas. Elle pratique également le ballet avant de se consacrer à l'escrime à partir de 9 ans. Elle déménage à Boston en 2023 et intègre Star Fencing Academy,.
Elle se fait remarquer en janvier 2025 en battant son idole Lee Kiefer, championne olympique en titre, lors de la Coupe du monde de Hong-Kong. Elle remporte l'épreuve et devient, à l'âge de 15 ans, la plus jeune vainqueur d'une étape de Coupe du monde. En avril, elle remporte le titre mondial individuel en cadet et en junior.

## Palmarès
- Championnats du monde
  -  Médaille d'or par équipes aux championnats du monde d'escrime 2025 à Tbilissi

- Championnats panaméricains d'escrime
  -  Médaille d'or par équipes aux championnats panaméricains d'escrime 2025 à Rio de Janeiro
  -  Médaille de bronze en individuel aux championnats panaméricains d'escrime 2025 à Rio de Janeiro